# إفالداس بيتروسكاس
إفالداس بيتروسكاس (مواليد 19 مارس 1992) هو ملاكم لتواني، مثّل بلاده في الألعاب الأولمبية الصيفية 2012.

## روابط خارجية
إفالداس بيتروسكاس على موقع بوكس ريك (الإنجليزية) (registration required)
- إفالداس بيتروسكاس على موقع اللجنة الأولمبية الدولية (الإنجليزية)
- إفالداس بيتروسكاس على موقع أوليمبيديا (الإنجليزية)
- إفالداس بيتروسكاس على موقع اللجنة الأولمبية الليتوانية (الليتوانية)